# سرهلدان
سرهلدان (به کردی: Serhildan) عنوان‌است که به مجموعه‌ای از قیام‌های عمومی کردها علیه حکومت ترکیه از دههٔ ۱۹۹۰ تاکنون با شعار دیگر بس است (به کردی: Êdî Bese) داده‌شده‌است. معترضان غالباً با استفاده از سنگ، سنگ‌فرش خیابان‌ها، کوکتل مولوتف، تیر و کمان سنگی یا پرتاب اشیاء دیگر و به‌طور مشخص از نوامبر ۲۰۰۹ موشک‌های هوایی مبارزه می‌کنند. مغازه‌های محلی غالباً در روزهای تظاهرات به نشانهٔ اعتراض تعطیل می‌کنند.
معترضان هر ساله در روز ۱۵ فوریه، سالروز دستگیری عبدالله اوجالان و نیز در روز ۲۱ مارس، جشن نوروز و آغاز سال نوی کردی تظاهرات اعتراضی انجام می‌دهند.
نخست‌وزیر ترکیه رجب طیب اردوغان از توجه به خواسته‌های معترضان امتناع می‌کند و این اعتراضات را توطئهٔ محور ارگنکون-پ.ک.ک نامیده‌است.

## وجه تسمیه
واژهٔ سرهلدان (Serhildan) در کردی کرمانجی از دو واژهٔ سر (به معنای سر) و هلدان (به معنای خیزش) تشکیل شده‌است. این واژه در زبان کردی معنای خیزش، قیام یا طغیان دارد. در زازاکی نیز واژهٔ سرودارتش (Serewedaritiş) در این مفهوم به کار می‌رود.